# Qara Qarayev
Qará Abulfaz oghlú Qaráyev (en azerí: Qara Əbülfəz oğlu Qarayev; Bakú, 5 de febrero de 1918 - Moscú, 13 de mayo de 1982) fue un prominente compositor soviético. Qarayev escribió casi 110 obras musicales, incluyendo ballets, óperas, sinfonías, músicas de cámara, solos para piano, cantatas, canciones y marchas y alcanzó su prominencia no sólo en Azerbaiyán SSR pero también en la Unión Soviética y en todo el mundo.

## Primeros años

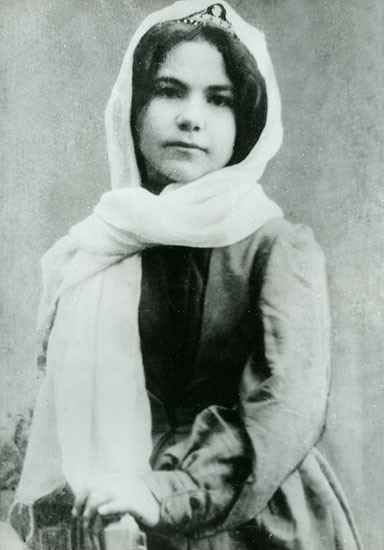
Madre de Qara Qarayev

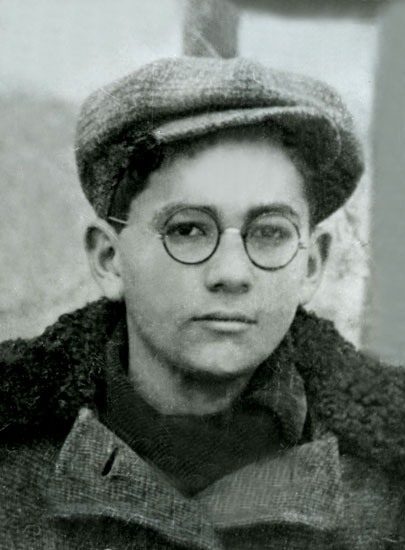
Infancia de Qara Qarayev

Qarayev nació en la familia de pediatras que era famosa en Bakú. Su madre, Sona, fue entre los primeros graduados de la escuela de Bakú basada de la Sociedad de Música Rusa. Su hermano menor, Mursal fue un cirujano, pero murió a la temprana edad.
En 1926, a la edad de ocho años, Qara Qarayev ingresó al Conservatorio Estatal de Azerbaiyán, actualmente conocido como la Academia de Música de Bakú. En 1933 él estudió en dos facultades en el Conservatorio Estatal de Azerbaiyán. Gueorgui Sharóyev, Leonid Rudolf, y el prominente compositor de Azerbaiyán, Uzeyir Hajibeyov fueron sus profesores en el conservatorio. En 1937 Qarayev unió a la Unión de Compositores de Azerbaiyán SSR.

## Carrera

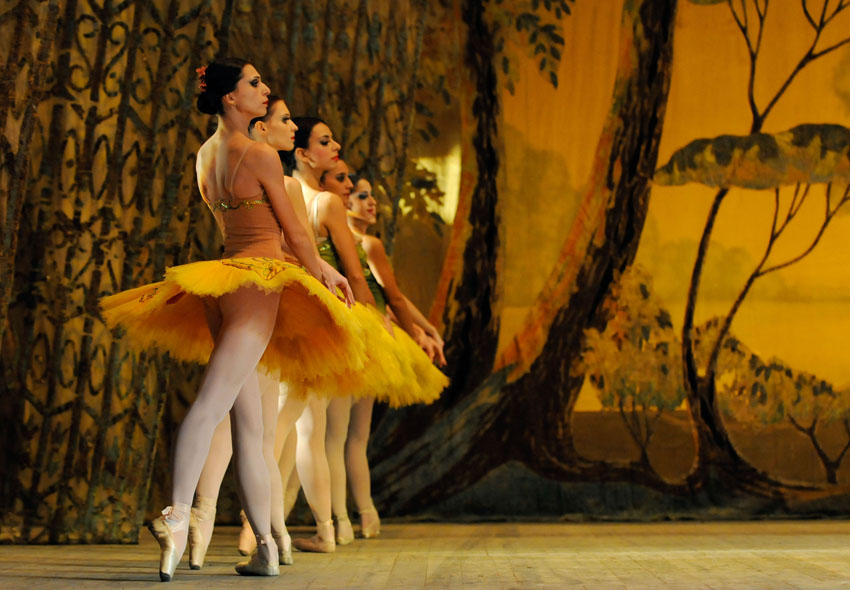
Escena del ballet “Don Quijote de la Mancha”

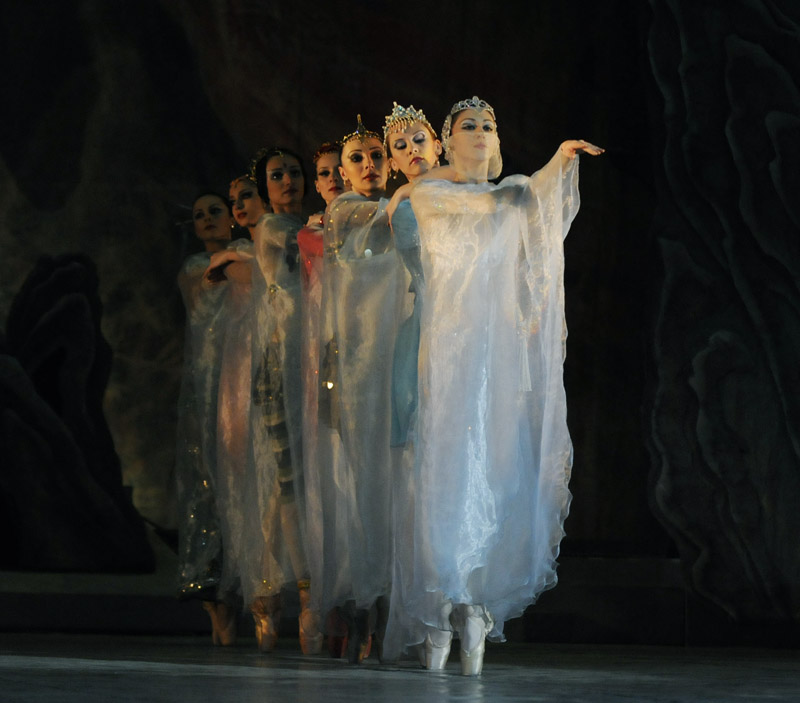
Escena del ballet “Siete Bellezas”

En 1938, a la edad de veinte años, Qarayev compuso su primera pieza musical, una cantata "La Canción del Corazón" al poema por Rasul Rza. Fue actuado en el Teatro Bolshói de  Moscú  en la presencia de Iósif Stalin en el mismo año. En el año 1939, Qarayev ingresó al Conservatorio de Moscú, donde fue un estudiante y un buen amigo de Dmitri Shostakóvich.
En 1941, Qarayev regresó a Bakú para enseñar en Filarmónica Estatal de Azerbaiyán. En 1945 él y Jovdat Hajíyev escribieron la ópera Patria ("Vətən") y se otorgaron un Premio Estatal de la Unión Soviética. En 1948, a la edad de 30 años, Qarayev otra vez otorgó este premio para su  poema sinfónico Leyli y Majnún, basado en la célebre obra de Nezamí Ganyaví Layla y Majnún. A la muerte de Uzeyir Hajibeyov en el año 1948, Qarayev fue presidente de la Unión de Compositores de Azerbaiyán SSR y el rector del Conservatorio Estatal de Azerbaiyán.
En el año 1952, bajo la dirección del coreógrafo P.A.Gúsev, Ballet “Siete Bellezas” fue representado en el Teatro de Ópera y Ballet Académico Estatal de Azerbaiyán. Basado en el poema famoso de Nezamí Ganyaví, Siete Bellezas ("Yeddi gözəl") abrió un capítulo nuevo en la historia de música clásica de Azerbaiyán. Otro ballet del compositor, Camino de Trueno ("İldırımlı yollarla"), escenificado en el año 1958, fue dedicado a conflictos raciales en Sudáfrica. En el mismo año, Qarayev también escribió la partitura para la película documental Una Historia Sobre los Trabajadores Petroleros de Mar Caspio dirigido por Romano Karmen.
Durante la Guerra Fría en junio del año 1961, Qarayev y Tijon Jrénnikov fueron los dos únicos compositores soviéticos que participaron en el primer Festival Internacional de Música de Los Ángeles en UCLA. Quince compositores de siete naciones presentaron sus trabajos, incluyendo Arnold Schoenberg e Ígor Stravinski. El 11 de junio, Franz Waxman dirigió la Orquesta de Sinfonía del Festival con la suite de Qarayev, "Camino de Trueno".
En el año 1962 Qarayev fue miembro del Sóviet Supremo de la Unión Soviética y visitó Estados Unidos, Etiopía y Líbano. En el año 1972 visitó Polonia.

## Fallecimiento
Qarayev sufrió la enfermedad cardiaca, la cual le impidió de atender su propia celebración de 60.º aniversario en Bakú. En esta celebración fue otorgado el título de Héroe del Trabajo Socialista. Qarayev pasó los últimos cinco años de su vida en Moscú.
Qara Qarayev murió el 13 de mayo de 1982 en Moscú.

## Trabajos importantes
•	1942 – la partitura para la película documental “Una Historia Sobre los Trabajadores Petroleros de Mar Caspio”.
•	1943 - Ópera “Patria”, con Jovdat Hajiyev, estrenada en Bakú en el año 1945.
•	1947 - poema sinfónico “Leyli y Majnun”.
•	1949 – ballet “Siete Bellezas”, la suite para orquesta sinfónica.
•	1950 - las piezas de Seis niños para piano.
•	1952 – “Rapsodia albanesa”, las piezas de los niños para piano.
•	1957 – ballet “Camino de Trueno”.
•	1958 – la partitura para la película “Su Corazón Grande”, tres nocturnos para orquesta de jazz.
•	1960 - Don Quixote, croquis sinfónicos.
•	1964 – Sinfonía n.º  3.
•	1967 – Concierto para violín

## Premios
- Héroe del Trabajo Socialista (1978)

- Orden de Lenin (dos veces) (1967, 1978)

- Orden de la Revolución de Octubre (1971)

- Orden de la Bandera Roja del Trabajo (1961)

- Premio Stalin dos veces (1946,1948)

- Artista del pueblo de la URSS (artes escénicas)  (1959)

- Artista del Pueblo de la RSS de Azerbaiyán  (1958)